# Leopoldschlag
Leopoldschlag – gmina targowa w Austrii, w kraju związkowym Górna Austria, w powiecie Freistadt. Liczy 1 028 mieszkańców.
Urodził tu się abp Alois Wagner.